# Cavernas de Catulo

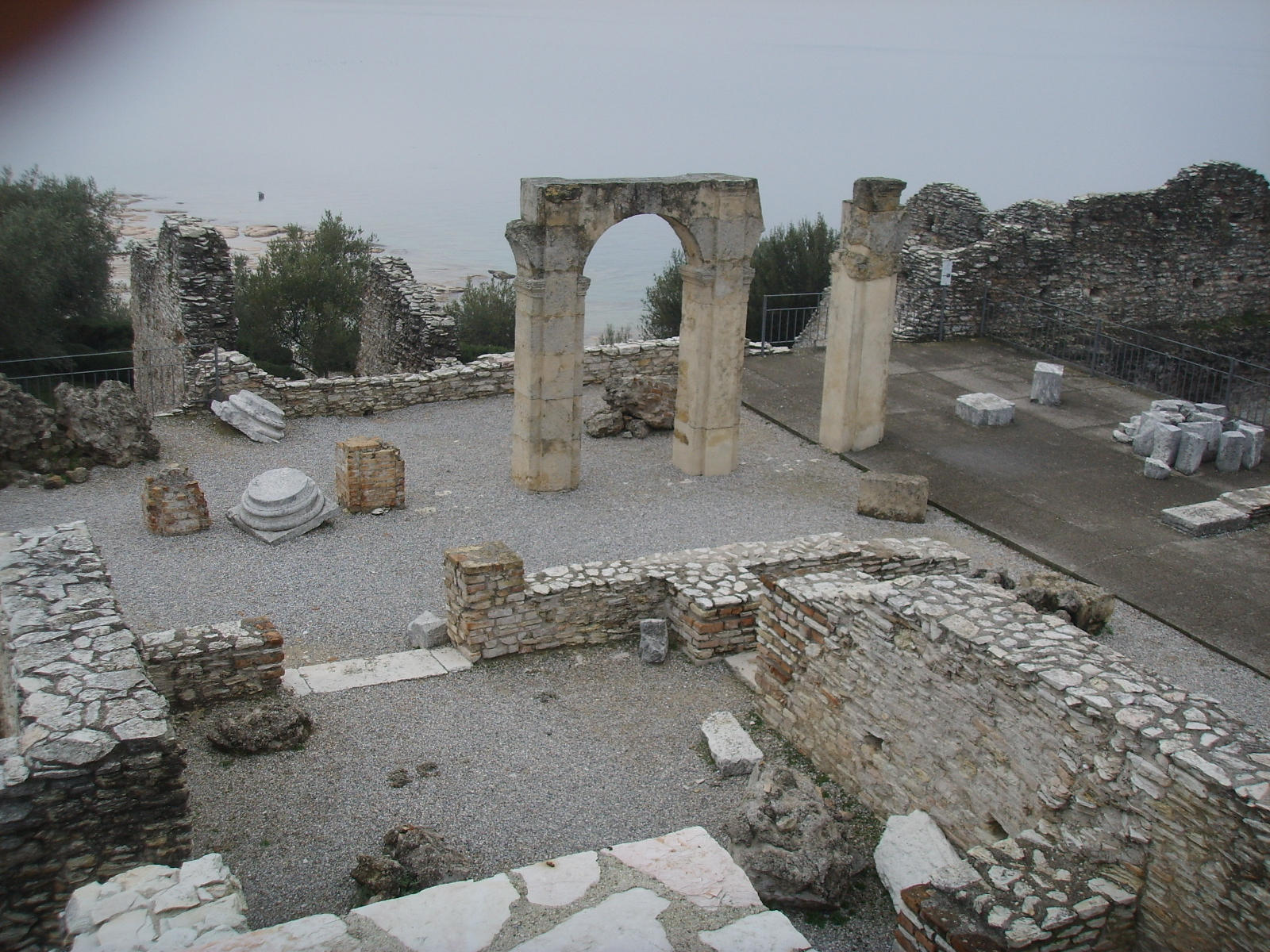
As Cavernas de Catulo

Cavernas de Catulo (Grotte di Catullo) são as ruínas de uma mansão romana construída no início de nossa era no extremo norte da península de Sirmione, na beira sul do Lago de Garda, Itália.